# Morti nel 1982/Maggio
| Questa pagina contiene informazioni ricavate automaticamente dalle voci biografiche con l'ausilio del template Bio e di un bot. L'aggiornamento è periodico e automatico e ricostruisce completamente la pagina. Se manca una persona in questa lista, sei pregato di non aggiungerla, ma accertati piuttosto che la sua voce biografica contenga il template Bio e che i dati anagrafici siano correttamente compilati. Se il template Bio manca, inseriscilo tu stesso o, in alternativa, metti l'avviso {{tmp\|Bio}} che ne segnala la mancanza. Se i dati riportati sono sbagliati, correggi direttamente la voce biografica; le modifiche saranno visibili in questa lista entro pochi giorni. Per chiarimenti vedi il progetto biografie. La lista contiene solo le 93 persone che sono citate nell'enciclopedia e per le quali è stato implementato correttamente il template Bio. Pagina aggiornata al 3 mar 2024. |

- 1º maggio - Kenneth Beck, pallanuotista statunitense (n. 1915)
- 1º maggio - Bruno Fassina, politico italiano (n. 1912)
- 1º maggio - Gyula Kertész, calciatore e allenatore di calcio ungherese (n. 1888)
- 1º maggio - Aniello La Monica, mafioso italiano (n. 1947)
- 1º maggio - Jake Pelkington, cestista statunitense (n. 1916)
- 1º maggio - William Primrose, violista e insegnante scozzese (n. 1904)
- 1º maggio - Gene Sheldon, attore statunitense (n. 1908)
- 1º maggio - Margaret Sheridan, attrice statunitense (n. 1926)
- 1º maggio - Fratelli Stenberg, artista e designer russo (n. 1899)
- 1º maggio - Walther Wenck, generale tedesco (n. 1900)
- 2 maggio - Salomon Bochner, matematico polacco (n. 1899)
- 2 maggio - Helmut Dantine, attore austriaco (n. 1918)
- 2 maggio - Nelson Iacovini, economista italiano (n. 1917)
- 2 maggio - Hugh Marlowe, attore statunitense (n. 1911)
- 2 maggio - Pablo Pacheco, calciatore peruviano (n. 1908)
- 2 maggio - Wini Shaw, cantante, attrice e ballerina statunitense (n. 1907)
- 2 maggio - Virginia Vestoff, attrice statunitense (n. 1939)
- 3 maggio - Henri Tajfel, psicologo britannico (n. 1919)
- 5 maggio - Irmgard Keun, scrittrice tedesca (n. 1905)
- 5 maggio - Alfredo Massari, allenatore di calcio e calciatore italiano (n. 1903)
- 5 maggio - Cal Tjader, musicista statunitense (n. 1925)
- 5 maggio - Giorgio Vale, terrorista italiano (n. 1961)
- 7 maggio - Claudio Barrientos, pugile cileno (n. 1936)
- 7 maggio - Ol'ga Skorochodova, insegnante e scrittrice sovietica (n. 1911)
- 8 maggio - Fabrizio Onofri, scrittore, sceneggiatore e politico italiano (n. 1917)
- 8 maggio - Anita Pittoni, scrittrice, editrice e pittrice italiana (n. 1901)
- 8 maggio - Gilles Villeneuve, pilota automobilistico canadese (n. 1950)
- 10 maggio - Jacques Désiré Leandri, botanico e micologo francese (n. 1903)
- 10 maggio - Peter Weiss, scrittore e drammaturgo tedesco (n. 1916)
- 11 maggio - Tibor Fazekas, nuotatore e pallanuotista ungherese (n. 1892)
- 11 maggio - Mario Marino, militare e marinaio italiano (n. 1914)
- 11 maggio - Leonardo Savioli, architetto e pittore italiano (n. 1917)
- 11 maggio - Arend Schoemaker, calciatore olandese (n. 1911)
- 12 maggio - Natalia Attardi Donini, scrittrice italiana (n. 1897)
- 12 maggio - Vadim Dmitrievič Gauzner, regista sovietico (n. 1933)
- 12 maggio - Carmine Rocco, arcivescovo cattolico italiano (n. 1912)
- 13 maggio - Gara Garayev, compositore sovietico (n. 1918)
- 13 maggio - Ivan Mariz, calciatore brasiliano (n. 1910)
- 13 maggio - Renzo Rossellini, compositore e critico musicale italiano (n. 1908)
- 13 maggio - Billy Steel, calciatore scozzese (n. 1923)
- 13 maggio - Věra Suková, tennista cecoslovacca (n. 1931)
- 14 maggio - Hugh Beaumont, attore statunitense (n. 1909)
- 15 maggio - John Newbold, pilota motociclistico britannico (n. 1952)
- 15 maggio - Gordon Smiley, pilota automobilistico statunitense (n. 1946)
- 16 maggio - Ostilio Capaccioli, calciatore e allenatore di calcio italiano (n. 1917)
- 16 maggio - Alfonso Marotta, pentatleta italiano (n. 1923)
- 17 maggio - Renata Marchionni Zanchi, politica italiana (n. 1905)
- 17 maggio - Ester Mazzoleni, soprano italiano (n. 1883)
- 18 maggio - Emilio Bonato, calciatore italiano (n. 1897)
- 19 maggio - Willem Bokhoven, pallanuotista olandese (n. 1901)
- 19 maggio - Aleksandr Fёdorovič Borisov, attore e regista sovietico (n. 1905)
- 19 maggio - Guido Fovana, calciatore italiano (n. 1920)
- 19 maggio - Zoltán Opata, calciatore e allenatore di calcio ungherese (n. 1900)
- 20 maggio - Monk Montgomery, bassista statunitense (n. 1921)
- 21 maggio - Marco Cimatti, ciclista su strada, pistard e imprenditore italiano (n. 1913)
- 21 maggio - Holger Crafoord, imprenditore svedese (n. 1908)
- 21 maggio - Giovanni Muzio, architetto italiano (n. 1893)
- 22 maggio - Aleksandr Iosifovič Gerbstman, compositore di scacchi russo (n. 1900)
- 22 maggio - Jay L. Lush, genetista statunitense (n. 1896)
- 22 maggio - Hans Mock, calciatore austriaco (n. 1906)
- 22 maggio - Cevdet Sunay, politico turco (n. 1899)
- 23 maggio - Vincenzo Baldazzi, antifascista e politico italiano (n. 1898)
- 23 maggio - Karl Fochler, attore austriaco (n. 1898)
- 23 maggio - Enzo Emilio Galbiati, generale italiano (n. 1897)
- 23 maggio - Felice Gasperi, calciatore italiano (n. 1903)
- 23 maggio - Louis Gérardin, pistard francese (n. 1912)
- 23 maggio - Salesio Schiavi, politico italiano (n. 1889)
- 24 maggio - Arkadij Alov, allenatore di calcio e calciatore sovietico (n. 1914)
- 24 maggio - José Becerril, calciatore spagnolo (n. 1926)
- 24 maggio - Raffaele Calabria, arcivescovo cattolico italiano (n. 1906)
- 24 maggio - Quirino Toccaceli, ciclista su strada italiano (n. 1916)
- 25 maggio - Larry J. Blake, attore statunitense (n. 1914)
- 26 maggio - Vladimirs Svistuņenko, calciatore lettone (n. 1903)
- 28 maggio - Mario Casardi, ammiraglio italiano (n. 1915)
- 28 maggio - Boris Petrovič Čirkov, attore sovietico (n. 1901)
- 28 maggio - Enrico Colli, fondista italiano (n. 1896)
- 28 maggio - Grete Freund, cantante e attrice austriaca (n. 1885)
- 28 maggio - Alexander Hurd, pattinatore di velocità su ghiaccio canadese (n. 1910)
- 28 maggio - Wiesław Maniak, velocista polacco (n. 1938)
- 28 maggio - Carlo Miranda, matematico italiano (n. 1912)
- 28 maggio - Herbert Wagner, ingegnere austriaco (n. 1900)
- 29 maggio - Giuseppe Bettiol, giurista e politico italiano (n. 1907)
- 29 maggio - Fulvio Costa, mezzofondista italiano (n. 1959)
- 29 maggio - Rudy Debnar, cestista statunitense (n. 1916)
- 29 maggio - Henri Dulieux, schermidore francese (n. 1897)
- 29 maggio - Walter Harzer, militare tedesco (n. 1912)
- 29 maggio - Dino Manuzzi, dirigente sportivo e imprenditore italiano (n. 1907)
- 29 maggio - Romy Schneider, attrice austriaca (n. 1938)
- 31 maggio - Marinko Gjivoje, scrittore e esperantista jugoslavo (n. 1919)
- 31 maggio - Gino Lacquaniti, geografo, poeta e saggista italiano (n. 1901)
- 31 maggio - Carlo Mauri, alpinista e esploratore italiano (n. 1930)
- 31 maggio - Carlo Tagliavini, glottologo e linguista italiano (n. 1903)
- 31 maggio - Juan Antonio Zunzunegui, scrittore spagnolo (n. 1901)